# Reinhard Selten

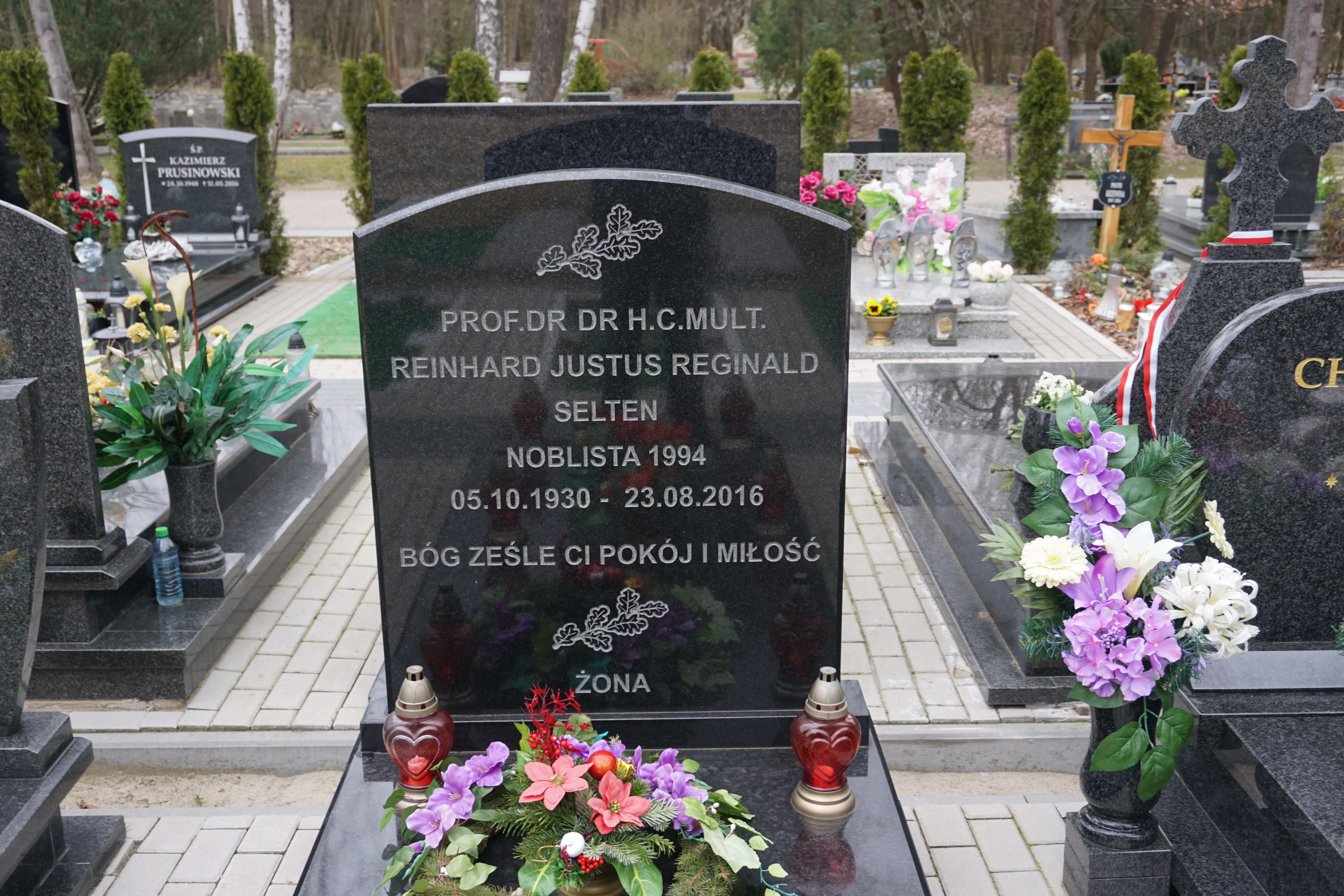
Grób profesora Reinharda Seltena na cmentarzu Miłostowo w Poznaniu

Reinhard Justus Reginald Selten (ur. 5 października 1930 we Wrocławiu, zm. 23 sierpnia 2016 w Poznaniu) – niemiecki ekonomista, laureat Nagrody Banku Szwecji im. Alfreda Nobla w dziedzinie ekonomii w 1994 roku.

## Życiorys
Jego ojciec zmarł w 1942 r.; w końcu wojny wraz z matką i rodzeństwem uszedł z Wrocławia na zachód: przez Saksonię i Austrię ostatecznie do Hesji, gdzie w Melsungen w latach 1947–1951 uczęszczał do szkoły średniej.
W 1951 roku rozpoczął studia, w 1955 roku uzyskując Vordiplom (odpowiednik licencjatu) z matematyki, a w 1957 roku tytuł magistra na Uniwersytecie we Frankfurcie. W 1961 roku na tej samej uczelni obronił doktorat pt. „Bewertung von n-Personenspielen”  w dziedzinie matematyki.
W 1965 roku w swojej pracy zatytułowanej Spieltheoretische Behandlung eines Oligopolmodells mit Nachfrageträgheit wprowadził koncept doskonałej równowagi Nasha w podgrach.
W roku akademickim 1967–1968 był profesorem wizytującym w business school Uniwersytetu Kalifornijskiego w Berkeley, w 1970 r. opublikowano jego rozprawę habilitacyjną. Od 1972 roku wykładał na Uniwersytecie w Bielefeld, dziesięć lat później został profesorem nauk ekonomicznych na Uniwersytecie w Bonn.
W swojej pracy zajmował się m.in. teorią gier, gdzie wprowadził pojęcie równowagi doskonałej. Słynie także z prac nad ograniczoną racjonalnością, jest uznawany za jednego z ojców ekonomii eksperymentalnej. W 1994 roku za osiągnięcia w dziedzinie teorii gier otrzymał wraz z Johnem Harsanyim i Johnem Nashem Nagrodę Banku Szwecji im. Alfreda Nobla w dziedzinie ekonomii. W 2006 odznaczony Pour le Mérite za Naukę i Sztukę.
W ostatnich latach był emerytowanym profesorem Uniwersytetu w Bonn.
Był także wielkim popularyzatorem języka esperanto i propagatorem idei języka międzynarodowego.
Został pochowany na cmentarzu na Miłostowie w Poznaniu (pole 49, kwatera 3, rząd 6, grób 10).

## Wybrane publikacje
- Reinhard Selten. The Chain Store Paradox. „Theory and Decision”. 9 (2), s. 127–159, 1978. [dostęp 2015-09-11].

## Wyróżnienia
- Doktor honoris causa Uniwersytetu w Bielefieldzie (1989)
- Doktor honoris causa Uniwersytetu im. Johanna Wolfganga Goethego we Frankfurcie nad Menem (1991)
- Doktor honoris causa Uniwersytetu w Grazu (1996)
- Doktor honoris causa Akademii Ekonomicznej we Wrocławiu (1996)[7]
- Doktor honoris causa Uniwersytetu w Szanghaju (1996)
- Doktor honoris causa Uniwersytetu Georga-Augusta w Getyndze (2009)
- Doktor honoris causa Uniwersytetu w Białymstoku (2010)[8][9].